# Daisy Osakue
Daisy Osakue (Turín, 16 de enero de 1996) es una deportista italiana que compite en atletismo. En los Juegos Europeos de Cracovia 2023 consiguió una medalla de plata en la prueba de lanzamiento de disco.

## Palmarés internacional
| Juegos Europeos | Juegos Europeos   | Juegos Europeos  | Juegos Europeos |
| Año             | Lugar             | Medalla          | Prueba          |
| --------------- | ----------------- | ---------------- | --------------- |
| 2023            | Chorzów (Polonia) | Medalla de plata | Disco           |